# Rúben Alfaiate
Rúben Correia Alfaiate (sinh ngày 17 tháng 8 năm 1995) là một cầu thủ bóng đá người Bồ Đào Nha thi đấu cho Benfica e Castelo Branco, ở vị trí thủ môn.

## Sự nghiệp bóng đá
Vào ngày 10 tháng 5 năm 2015, Alfaiate có màn ra mắt cho Oriental trong trận đấu tại Giải bóng đá hạng nhất quốc gia Bồ Đào Nha 2014–15 trước Leixões.

## Cá nhân
Anh là anh trai sinh đôi với Alexandre Alfaiate.